# Friedrich König (Politiker, 1857)
Friedrich König (* 2. März 1857 in Hausen an der Aach; † 22. Januar 1935 in Mannheim) war ein deutscher Politiker (NLP, DDP).

## Leben
Als Sohn eines Bürgers und Bauern geboren, studierte König nach dem Besuch des Freiburger Gymnasiums Rechtswissenschaften in Freiburg. Während seines Studiums wurde er 1876 Mitglied der Freiburger Burschenschaft Alemannia. Nach Examen und Referendariat wurde er 1883 Rechtsanwalt in Mannheim. In Mannheim gehörte er der Nationalliberalen Partei an und war seit 1896 als Vorsitzender des Kreisausschusses, seit 1898 als Stadtverordneter und seit 1899 als Mitglied und Vorsitzender des Bürgerausschusses tätig. Von 1909 bis 1912 war er Abgeordneter des Badischen Landtags. 1919 gehörte er für kurze Zeit erneut dem Landtag an, dieses Mal als Mitglied und Fraktionsvorsitzender der Deutschen Demokratischen Partei.